# 27-Hidroksiholesterol
27-Hidroksiholesterol (27-HC) endogeni je oksisterol sa višestrukim biološkim funkcijama, koje obuhvataju selektivnu modulaciju estrogenog receptora (SERM) (on je mešoviti, tkivno-specifični agonist-antagonist estrogenog receptora (ER)) i agonist jetrenog X receptora (LXR). On je metabolite holesterola koji proizvodi enzim CYP27A1.
Postoji veza između visokog nivoa holesterola i raka dojke, i predspostavlja se da je ona posledica produkcije 27-HC posredstvom enzima CYP27A1. Usled svog estrogenog dejstva, 27-HC stimuliše rast ER-pozitivnih ćelija raka dojke, i stoga je bio impliciran u ograničavanje efektivenosti inhibitora aromataze u tretmanu raka dojke. Stoga su CYP27A1 inhibitori, uključujući lekove anastrozol, fadrozol, bikalutamid, deksmedetomidin, ravukonazol, i posakonazol, predloženi kao potencijalne adjuvantne terapije u tretmanu ER-pozitivnog raka dojke.